# 故宮路
故宮路，位於台灣台北市的士林區與中山區。於1977年5月18日命名，因臨近國立故宮博物院而得名。在那之前原名為自強路，進入自強隧道的橋為自強橋，隨之一旁隧道稱自強隧道。南起中山區自強隧道南口，往北行經自強隧道，接自強橋跨越外雙溪，於北端引道匯合為一條，直到至善路為止。該路為台北市重要的聯絡道路之一，往北通往士林區，往南通往中山區、內湖區。